# Frederick Seymour
Frederick Seymour (ur. 6 września 1820, zm. 10 czerwca 1869) – brytyjski administrator kolonialny.

## Życiorys
Początkowo spędził 16 lat jako administrator Indii Zachodnich wspinając się po szczeblach kariery administracyjnej, by w 1864 zostać gubernatorem Kolumbii Brytyjskiej, a od 1866 połączonych kolonii Wyspy Vancouver i Kolumbii Brytyjskiej. Przyszło mu sprawować rządy w czasie narastających trudności gospodarczych i politycznych. Kolonia była podzielona w swej wizji przyszłości na grupy widzące jej miejsce jako część USA – ruch proaneksyjny, Kanady – Liga Konfederacyjna oraz pozostania pod brytyjska opieką jako kolonia. Seymour reprezentował i zdecydowanie popierał tę ostatnia opcję. Zmarł w 1869 na czerwonkę powracając z rozmów z Indianami Haida i Tsimashian. Zastąpił go Anthony Musgrave.